# آلاسکا و دیناراما

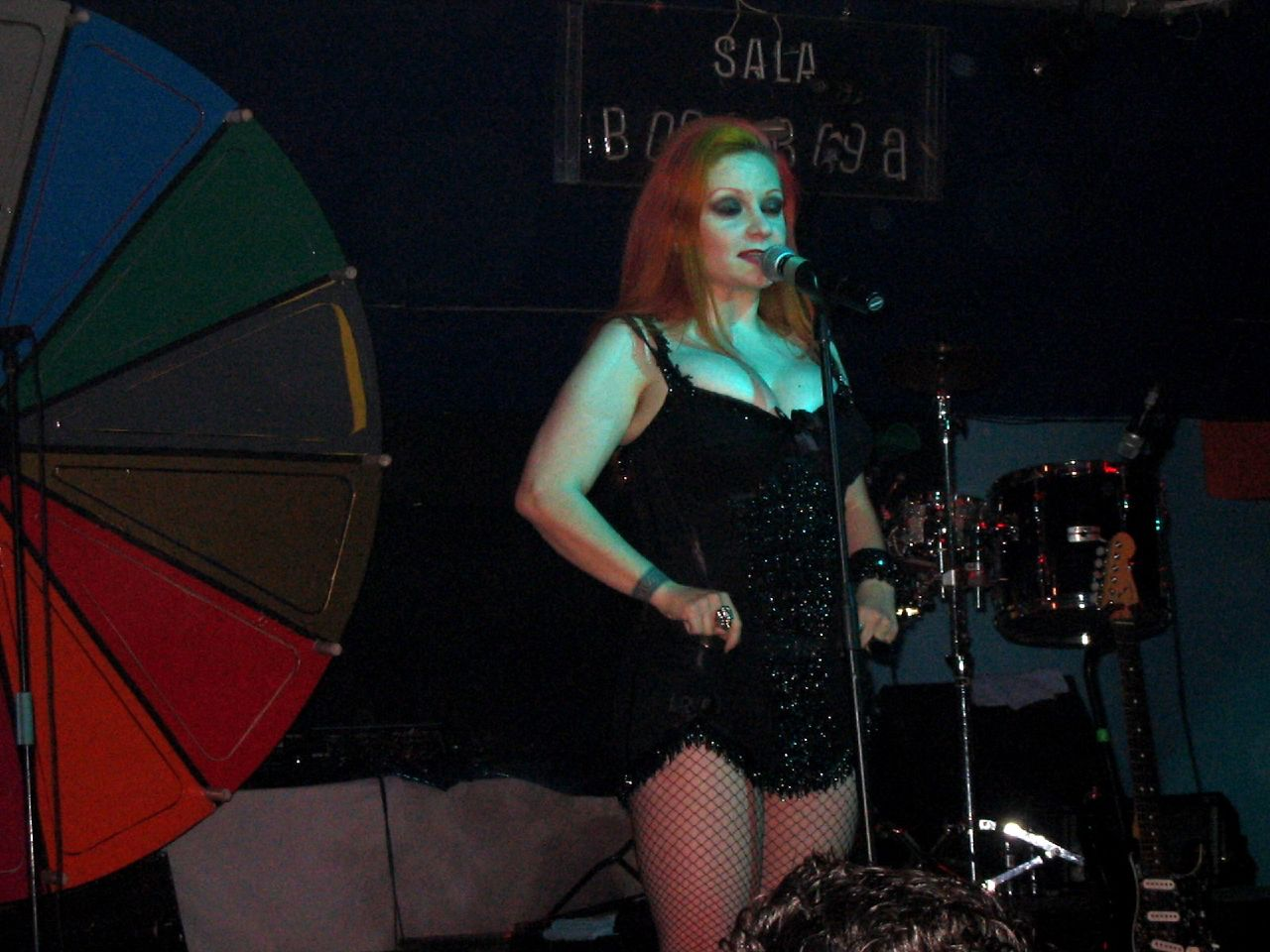

آلاسکا و دیناراما (در ابتدا با نام دیناراما + آلاسکا) یک گروه موسیقی پاپ و موج نو بود که در سال ۱۹۸۲ در مادرید (اسپانیا) تشکیل شد. این گروه در اواسط دهه ۱۹۸۰ به بالاترین حد محبوبیت خود رسید. در سال ۱۹۸۹، پس از چهار آلبوم استودیویی و یک گردآوری، منحل شد تا راه را برای حرفه انفرادی اعضای خود باز کند. آنها یکی از گروه‌های پیشرو پاپ اسپانیایی دهه هشتاد در اسپانیا و بخشی از آمریکای لاتین به ویژه مکزیک به حساب می‌آیند. در ابتدا دیناراما به عنوان اولین نام برای ارائه گروه) از Carlos Berlanga (گیتار) و Nacho Canut (باس) پس از انحلال تشکیل قبلی آنها Alaska y los Pegamoides تشکیل شد. اندکی پس از تأسیس آن، در پایان سال ۱۹۸۲، آلاسکا به عنوان خواننده برای همکاری در ضبط و تور آلبوم Canciones profanas (1983) به آن پیوست. بعدها، او خواننده اصلی شد.